# Cedrino
Il Cedrino (in sardo Tzedrinu) è un fiume che scorre in provincia di Nuoro, in Sardegna centro orientale. Del fiume parla in vari romanzi Grazia Deledda tra i quali Canne al vento.
Secondo lo storico Vittorio Angius, il nome (Cedrus, Cedrinus, già citato da Tolomeo) deriverebbe dalla presenza rigogliosa già in epoca romana di piante di cedro.

## Storia

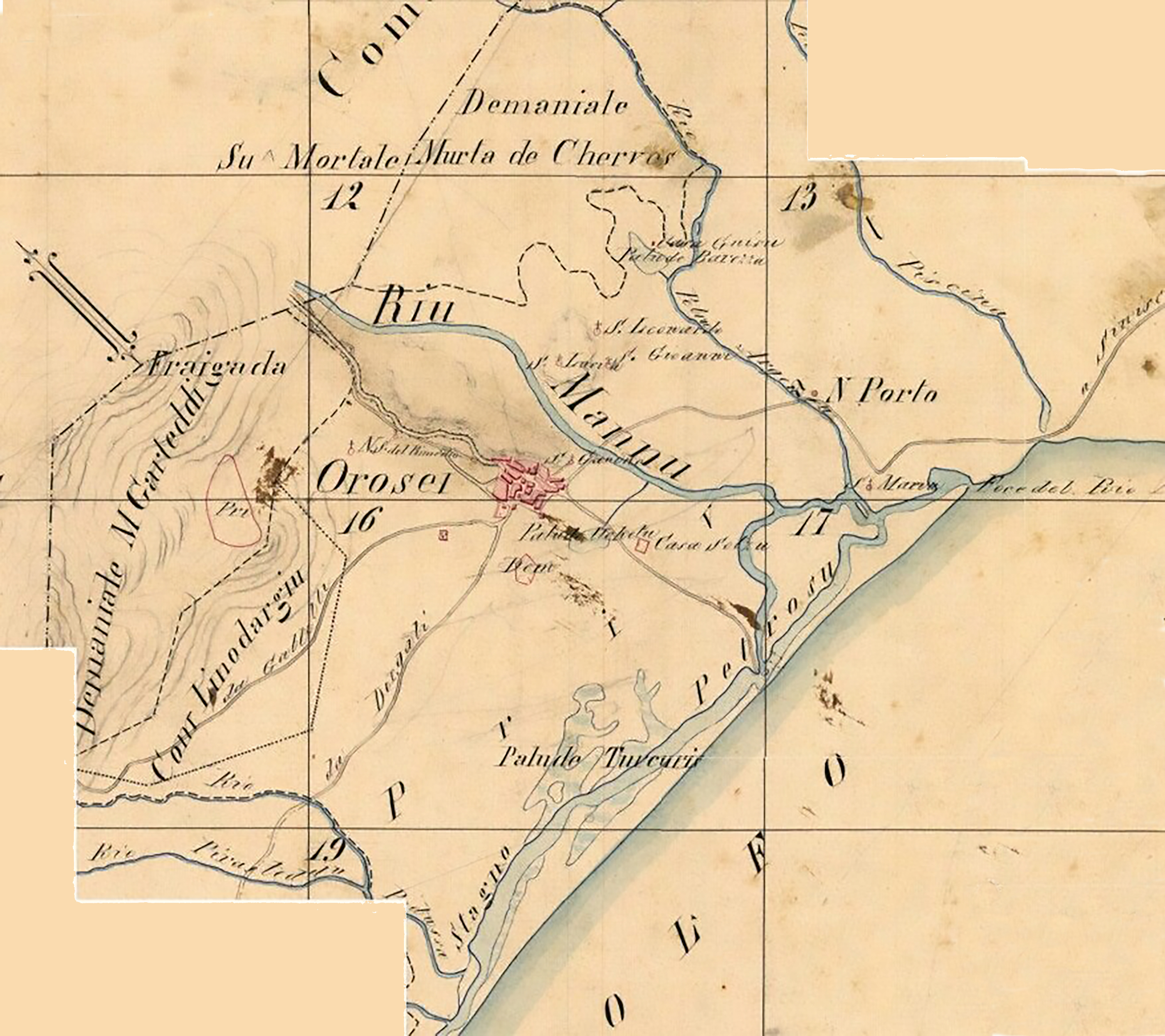
Antica cartografia di Orosei (1845). Vi si nota il fiume Cedrino, nominato come Riu Mannu.

Il Cedrino era già conosciuto ai tempi di Claudio Tolomeo. Dal geografo alessandrino, infatti, il Cedrino è citato per la prima volta nel II secolo d.C., descrivendo la costa orientale della Sardegna. Egli ne indica l’esatta collocazione delle foci presso Orosei. Nel riportare il nome antico del fiume i vari codici lo indicano come Kaidrios, Kaìdros, Kédriou, Kédrios ma secondo Attilio Mastino sarebbe da correggere in Kedrìnu .
Il nome antico del corso d’acqua lascerebbe immaginare una vallata caratterizzata da un ambiente molto diverso da quello attuale, con intense coltivazioni di agrumi, in particolare di cedri. L'ambiente  odierno sarebbe coerente con le caratteristiche geo-pedologiche della bassa valle alluvionale che precede la foce; ancora oggi sono relativamente diffuse le colture arboree, in particolare gli agrumeti, con varietà peculiari di queste aree come quella che viene chiamata localmente Pompìa (del genere Citrus), esempio di cultura che col tempo si è inselvatichita e recuperata successivamente.
Questo legame con i Cedri, non a caso, è legato anche ai nomi con cui, in passato il fiume era noto alla popolazione.
Prima degli arginamenti eseguiti a inizio Novecento, la piana era un grande delta - parzialmente paludoso - nel quale il fiume si versava al mare diviso in due rami: uno, coicidente grossomodo al letto attuale, noto come "Riu Mannu" ovvero "Fiume Grande", e un altro che costeggiava a nordovest il colle di Santa Lucia e veniva chiamato "Baddaranza" ovvero "Cedro".

## Percorso
Il Cedrino nasce alle pendici del monte Fumai (1316 m s.l.m.) e del monte Novo San Giovanni, nel massiccio del Gennargentu, nei pressi del Supramonte di Orgosolo dove è conosciuto come rio Boloriga.
Dopo un percorso tortuoso di 80 km sfocia nel mar Tirreno all'altezza di Orosei con una foce ad estuario chiusa nei periodi di secca da un sabbioso cordone litorale che forma nell'area retrostante una zona paludosa particolarmente ricca di fauna. È il quinto fiume più lungo della Sardegna ed è particolarmente ricco di acque.

## Lago del Cedrino

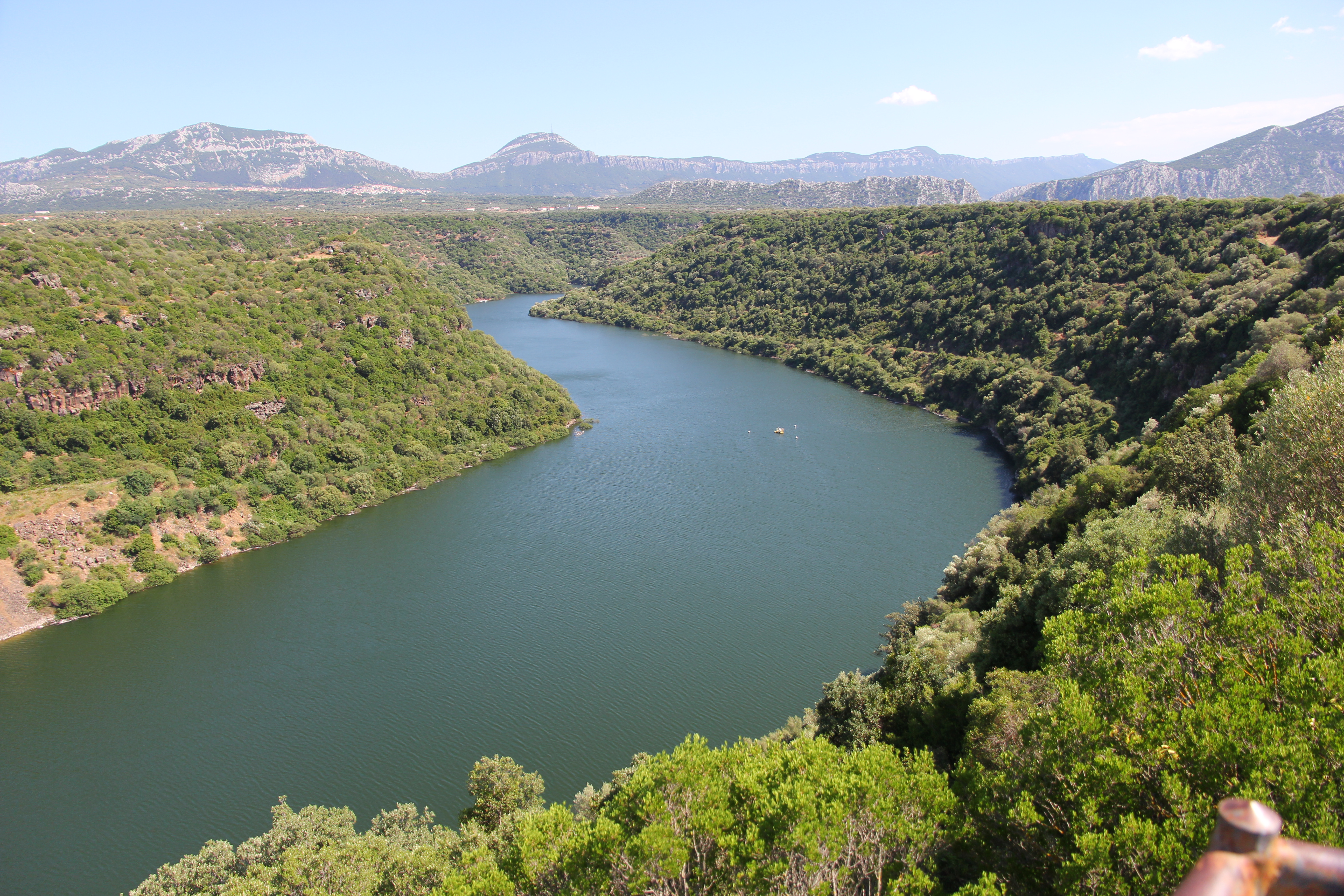
Il lago del Cedrino

Nel passato le sue piene costituivano preoccupazione e pericolo fino a quando nel 1964 non sono iniziati i lavori per  la costruzione di una diga in località Pedra 'e Othoni nei pressi di Dorgali, alle falde dei monti Tului e Bardia, creando un bacino artificiale, di circa 0,95 km², utilizzato anche per l'irrigazione: il lago del Cedrino.
Sopra il lago passa il Ponte di Iriai.

## Affluenti
I suoi principali affluenti sono:
- Riu su Sologo (da sinistra)
- Riu de su Grumini (da sinistra)
- Riu Isalle (da sinistra)
- Riu Santa Maria (da sinistra)
- Riu Vittoria (da sinistra)
- Riu Frummeneddu (da destra)